# 萊克伍德公園 (佛羅里達州)
萊克伍德公園（英語：Lakewood Park）是位於美國佛羅里達州聖盧西亞縣的一個人口普查指定地區。

## 地理
萊克伍德公園的座標為27°32′31″N 80°23′47″W / 27.54194°N 80.39639°W，而該地最高點為海拔高度6米（即20英尺）。

## 人口
根據2010年美國人口普查的數據，萊克伍德公園的面積為17.90平方千米，當中陸地面積為17.30平方千米，而水域面積為0.60平方千米。當地共有人口11323人，而人口密度為每平方千米632人。